# موووژو-ویش
موووژو-ویش (به لاتین: Mołożew-Wieś) یک روستا در لهستان است که در گمینا یابووننا لاتسکا واقع شده‌است.